# Wolfgang Ratz
Pour les articles homonymes, voir Ratz.
Wolfgang Ratz (* 12 janvier 1959 à Bilbao, Espagne) est un écrivain et traducteur autrichien.

## Biographie
Wolfgang Ratz naquit à Bilbao au Pays Basque. Il passa son enfance à Vienne et effectua des études de traduction (espagnol, anglais et français) et la peinture et l'art graphique à l'Université des Arts Appliquées de Vienne. Actuellement Ratz travaille en tant qu'écrivain, traducteur, peintre et chansonnier. Il écrit de la poésie; de la prose et des critiques littéraires. Ses textes ont été publiés dans des revues littéraires (par exemple dans Literarisches Österreich, Die Furche, Literaricum, O Correo Galego, Diario de Querétaro) et des anthologies. En 1991, il fut lauréat du prix de poésie du P.E.N. à Liechtenstein, en 1996, il reçut une mención de honor de la revue de culture Xicóatl, en 2006 le deuxième prix de l'International Poetry Competition - German du concours Feile Filíochta Dublin.
Wolfgang Ratz est membre de l'association d'écrivains Grazer Autorenversammlung, membre fondateur de l'association ALA (Lateinamerikanische AutorInnen in Österreich - auteurs latinoaméricains en Autriche) et ancien membre directeur de l'association Österreichischer Schriftstellerverband.

## Œuvres
- Hoja rota/Zerrissenes Blatt, poésie espagnole et allemande (avec Javier Tafur), éditions Cuadernos negros, Calarcá 2007
- El idioma de las hormigas / Die Sprache der Ameisen, poésie espagnole et allemande, éditions Vitrales de Alejandría, Caracas 2004,  (ISBN 980-6480-23-6)
- Poesía entre dos mundos: antología ALA, poésie (éd.), Edition Doppelpunkt, Vienne 2004,  (ISBN 3-85273-177-1)
- Zimt und Metall, poésie, éditions G. Grasl, Baden bei Wien 2002,  (ISBN 3-85098-259-9)
- 1492-keine Wahrheit ist auch eine Klarheit, théâtre, Vienne 1992